# Cynortula pizai
Cynortula pizai is een hooiwagen uit de familie Cosmetidae.